# Puro
Puro is een bestuurslaag in het regentschap Sragen van de provincie Midden-Java, Indonesië. Puro telt 10.168 inwoners (volkstelling 2010).